# Cappel (Mosela)
Cappel é uma comuna francesa na região administrativa de Grande Leste, no departamento de Moselle. Estende-se por uma área de 5,97 km². Em 2010 a comuna tinha 704 habitantes (densidade: 117,9 hab./km²).